# Кокумін Досікай (Японська імперія)
Кокумін Досікай (яп. 国民同志会) - японська політична партія, що діяла в Японській імперії в першій половині двадцятого століття. 

## Історія
Японська політична партія «Кокумін Досікай була заснована 23 квітня 1924 року вісьмома членами національного парламенту Японської імперії та на початку свого існування вона називалася «Клуб однодумців у бізнесі» (実業同志会). На чолі новоствореної партії стояв Муто Санджі, і її членами були японські бізнесмени, які підтримували політику вільного ринку.
На виборах в Японській імперії які пройшли в 1928 році, і які вперше були проведені за загальним виборчим правом чоловіків, політична партія «Клуб однодумців у бізнесі» втратила частину народної підтримки та зуміла отримати до чотирьох місць в новообраному парламенті Японської імперії, причому більша частина підтримки цієї партії надходила з міських районів. У квітні 1929 року «Клуб однодумців у бізнесі» була перейменована в «Кокумін Досікай» і здобула шість місць в парламенті Японської імперії після проведення виборів в 1930 році, але політична партія все ж таки була розпущена 24 січня 1932 року.

## Результати виборів
| Вибори   | голосів | %     | Місць   | +/– |
| -------- | ------- | ----- | ------- | --- |
| 1928 рік | 166 250 | 1.69  | 4 / 466 | ▬   |
| 1930 рік | 128,505 | 1,23% | 6 / 466 | ▲ 2 |